# Фрезерування (матеріалообробка)

Фрезерування — один з найпродуктивніших методів обробки. Головний рух (рух різання) під час фрезерування — обертальний, його здійснює фреза, рух подачі — зазвичай прямолінійний. Фрезеруванням можна одержати деталь точністю за 6…12 квалітетом шорсткістю до Ra = 0,8 мкм. Фрезерування здійснюється за допомогою багатозубого інструмента фрези.
Фрези за виглядом розрізняють:
- циліндричні,
- торцеві,
- дискові,
- прорізні і відрізні,
- кінцеві,
- фасонні;

За конструкцією:
- цільні,
- складені
- збірні.

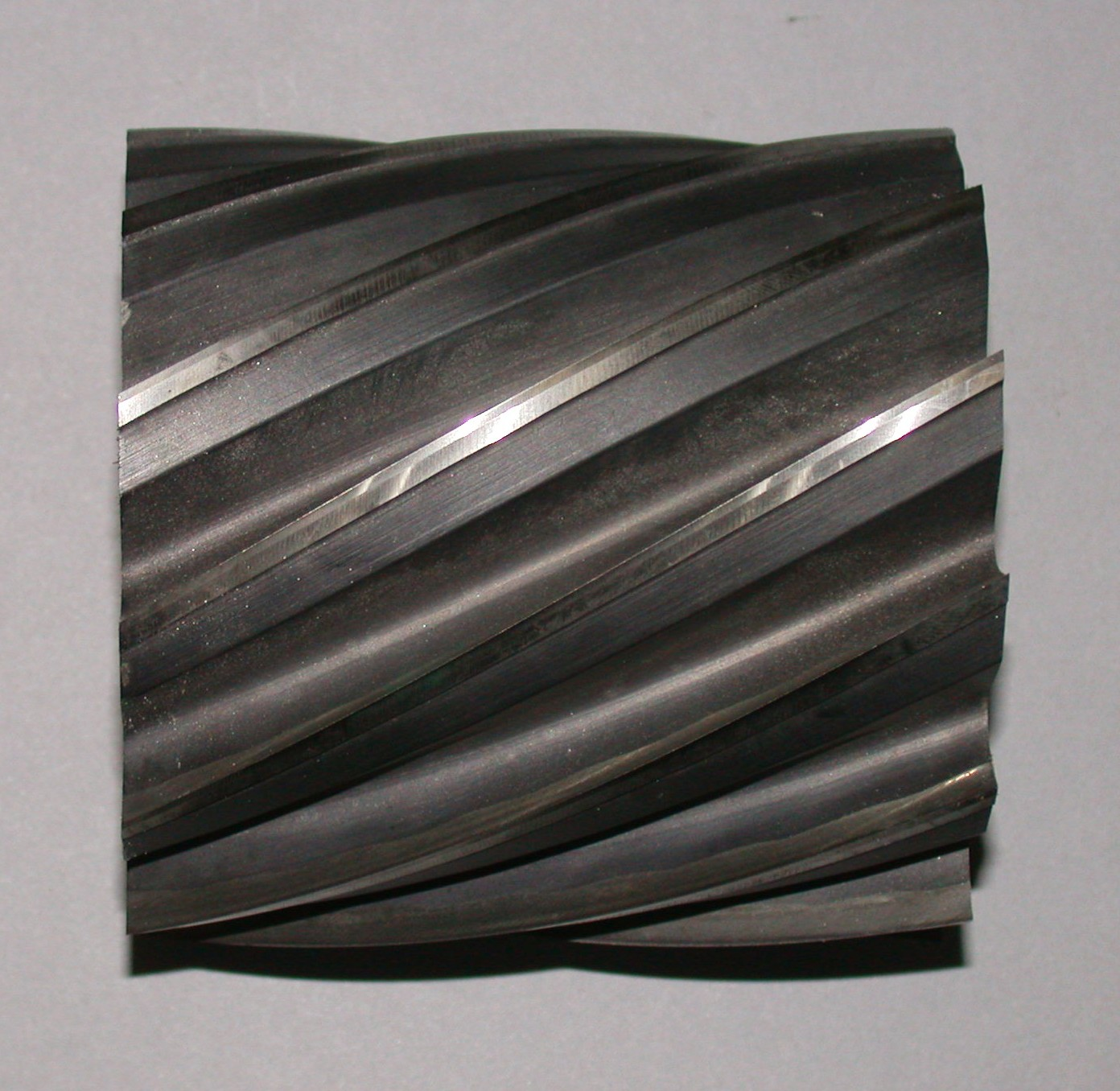
Циліндрична фреза із швидкорізальної сталі

При торцевому фрезеруванні (обробка торцевою фрезою) діаметр фрези D повинний бути більший за ширину фрезерования В, тобто {\displaystyle D=(1.25...1.5)\cdot B}. Для забезпечення продуктивних режимів роботи необхідно застосовувати зміщену схему фрезеруванния (симетрична схема), для чого ось заготовки зміщається щодо осі фрези.
Під час циліндричного фрезерування розрізняють зустрічне фрезерування, коли вектор швидкості (напрямок обертання фрези) спрямований назустріч напрямку подачі; і побіжне фрезерування, коли вектор швидкості і напрямок подачі спрямовані в один бік. Зустрічне фрезерування застосовують для чорнової обробки заготовок з ливарною кіркою, з великими припусками. Побіжне фрезерування застосовують для чистової обробки нежорстких, попередньо оброблених заготовок з незначними припусками.
Глибина різання (фрезерування) t в усіх видах фрезерування, за винятком торцевого фрезерування і фрезерування шпон, являє собою розмір шару заготовки зрізу під час фрезерування, вимірюваний перпендикулярно до осі фрези. При торцевому фрезеруванні і фрезеруванні шпон шпонковими фрезами — вимірюють у напрямку, рівнобіжному осі фрези.
Під час фрезерування розрізняють подачу на один зуб SХ, подачу на один оберт фрези S і хвилинну подачу SМ мм/хв, що перебувають у такому співвідношенні
{\displaystyle {{S}_{m}}=S\cdot n={{S}_{z}}\cdot z\cdot n},
де n — частота обертання фрези, об./хв; z — число зубів фрези.
При чорновому фрезеруванні призначають подачу на зуб; при чистовому фрезеруванні — подачу на один оберт фрези.
Швидкість різання — колова швидкість фрези, визначається властивостями ріжучого інструмента.